# Prix Shamus
Le prix Shamus (Shamus Awards en anglais) est un prix littéraire américain décerné chaque année depuis 1982 par l'association des Private Eye Writers of America.
Il est destiné à récompenser une œuvre littéraire mettant en scène un détective privé, Shamus signifiant détective privé dans le langage populaire américain.
Il existe plusieurs catégories  :
- Meilleur roman
- Meilleur premier roman
- THE EYE – Lifetime Achievement Award
- Meilleure nouvelle
- Meilleur personnage - The Hammer

## Sources
: document utilisé comme source pour la rédaction de cet article.
- Claude Mesplède (dir.), Dictionnaire des littératures policières, vol. 2 : J - Z, Nantes, Joseph K, coll. « Temps noir », 2007, 1086 p. (ISBN 978-2-910-68645-1, OCLC 315873361), p. 761-762.